# بیت صیدا
بیت صیدا (به عبری: בית צידה) شهری در شرق رود اردن که در عهد جدید بدان اشاره شده‌است. این شهر باستانی مکانی بوده است که بر اساس اناجیل چهارگانه معجزاتی را عیسی در آن انجام داده است. در تقسیمات جغرافیای منطقه، این شهر با اینکه نزدیک الجلیل است اما جزی از این شهر نبوده‌است. همچنین بر پایه منابع ذکر شده این شهر محل سکنی سه تن از حواریون عیسی به نام‌های فیلیپ، پطرس و اندریاس بوده است. همچنین گمان می‌رود که یعقوب پسر زِبِدی و یوحنای حواری نیز در این شهر می‌زیسته‌اند.
نبرد پنجم جنگ‌های صلیبی در سال ۱۲۱۷ میلادی، میان آندراش دوم پادشاه مجارستان و سلطان العادل یکم در این شهر رخ داده است.